# Муслимов, Гаджимурад Хабибулаевич
Гаджимурад Хабибулаевич Муслимов (род. 12 августа 1981, Карануб, Дагестанская АССР) — российский дзюдоист, чемпион (2003), серебряный (2002, 2005) и бронзовый (1999, 2004) призёр чемпионатов России, чемпион Европы среди молодёжи, мастер спорта России международного класса. Воспитанник Хабиба Магомедова. Чемпион Всемирных Юношеских Игр-1998. Выступал в тяжёлой весовой категории (свыше 100 кг).

## Спортивные результаты
- Чемпионат России по дзюдо 1999 года — ;
- Чемпионат России по дзюдо 2002 года — ;
- Чемпионат России по дзюдо 2003 года — ;
- Чемпионат России по дзюдо 2004 года — ;
- Чемпионат России по дзюдо 2005 года — ;